# لاتويا ساندرز
لاتويا ساندرز (بالإنجليزية: LaToya Sanders)‏ مواليد 11 سبتمبر 1986 في نورنبرغ، هي لاعبة كرة سلة أمريكية. بدأت مسيرتها الاحترافية في سنة 2008. تم اختيارها من قبل فريق فينيكس ميركوري خلال الدرافت. تلعبت مع واشنطن ميستيكس في دوري الاتحاد الوطني لكرة السلة النسائية. وتحمل الرقم 30. يبلغ طولها 6 قدم 3 بوصة (1.9 م). مثلت منتخب بلادها. شاركت في دورة الألعاب الأولمبية الصيفية سنة 2016.

## المسيرة الاحترافية
لعبت مع فينيكس ميركوري في سنة 2008، ثم لعبت مع مينيسوتا لينكس في سنة 2009، ثم لعبت مع لوس أنجلوس سباركس في سنة 2011، ثم لعبت مع واشنطن ميستيكس في سنة 2012، ثم لعبت مع واشنطن ميستيكس في سنة 2015.

## سجل المنافسة
شاركت في المنافسات التالية:
- الألعاب الأولمبية الصيفية 2016
- كأس العالم لكرة السلة للسيدات 2014

## روابط خارجية
- لاتويا ساندرز على موقع الاتحاد الدولي لكرة السلة (الإنجليزية)
- لاتويا ساندرز على موقع الاتحاد الوطني لكرة السلة النسائية (الإنجليزية)
- لاتويا ساندرز على موقع كرة السلة الأوروبية.كوم (الإنجليزية)
- لاتويا ساندرز على موقع كلية كرة السلة في سبورتس رفرنس.كوم (الإنجليزية)
- لاتويا ساندرز على موقع بروبوليرز (الإنجليزية)
- لاتويا ساندرز على موقع سبورتس رفرنس (الإنجليزية)
- لاتويا ساندرز على موقع سبورتس رفرنس (الإنجليزية)
- لاتويا ساندرز على موقع سبورتس رفرنس (الإنجليزية)
- لاتويا ساندرز على موقع أوليمبيديا (الإنجليزية)